# Formula Renault Eurocup
Pour les articles homonymes, voir EuroCup.
La Formula Renault Eurocup, anciennement Eurocup Formula Renault 2.0, était un championnat européen de sport automobile de type monoplace créé en 1991. Organisé par Renault Sport, le championnat était une série de Formule Renault 2.0.
En 2019 puis 2020, l'Eurocup change de règlement et devient une série de Formule 3 régionale, elle partage donc la même catégorie que le Championnat d'Europe de Formule 3 régionale officiel, avec qui elle entre en concurrence directe. Le championnat disparaît après la dernière saison 2020 lorsque Renault Sport, devenu Alpine, s'allie avec le promoteur de la F3R Européenne officielle pour prendre le contrôle de cette dernière, devenant le Championnat d'Europe de Formule 3 régionale par Alpine.

## Palmarès
| Année                                 | Vainqueur                             | Châssis                               |
| Challenge Européen de Formule Renault | Challenge Européen de Formule Renault | Challenge Européen de Formule Renault |
| ------------------------------------- | ------------------------------------- | ------------------------------------- |
| 1972                                  | Alain Cudini                          | Alpine A 366 – Renault                |
| 1973                                  | René Arnoux                           | Martini Mk 12 – Renault               |
| 1974                                  | Didier Pironi                         | Martini Mk 14 – Renault               |
| Challenge de Formule Renault Europe   |                                       |                                       |
| 1975                                  | René Arnoux (2)                       | Martini Mk 15 – Renault               |
| 1976                                  | Didier Pironi (2)                     | Martini Mk 18 – Renault               |
| 1977                                  | Alain Prost                           | Martini Mk 20 E – Renault (5)         |

| Pas de championnat entre 1977 et 1991 |

| Saison                                            | Championnat des pilotes                       | Championnat des pilotes                       | Championnat des pilotes                       | Championnat par équipes                       |                                               |                                               |                                               |
| Saison                                            | Pilote                                        | Voiture                                       | Équipe                                        | Championnat par équipes                       |                                               |                                               |                                               |
| Rencontres internationales de Formule Renault     | Rencontres internationales de Formule Renault | Rencontres internationales de Formule Renault | Rencontres internationales de Formule Renault | Rencontres internationales de Formule Renault | Rencontres internationales de Formule Renault | Rencontres internationales de Formule Renault | Rencontres internationales de Formule Renault |
| ------------------------------------------------- | --------------------------------------------- | --------------------------------------------- | --------------------------------------------- | --------------------------------------------- | --------------------------------------------- | --------------------------------------------- | --------------------------------------------- |
| 1991                                              | Jason Plato                                   | Van Diemen Renault                            | Duckhams Van Diemen                           |                                               |                                               |                                               |                                               |
| 1992                                              | Pedro de la Rosa                              | Alpa FR93 Renault                             | Racing for Spain                              |                                               |                                               |                                               |                                               |
| Eurocup Formula Renault                           |                                               |                                               |                                               |                                               |                                               |                                               |                                               |
| 1993                                              | Olivier Couvreur                              | Alpa FR93 Renault                             | Synergie                                      |                                               |                                               |                                               |                                               |
| 1994                                              | James Matthews                                | Van Diemen RF94 Renault                       | Manor Motorsport                              |                                               |                                               |                                               |                                               |
| 1995                                              | Cyrille Sauvage                               | Mygale FR95 Renault                           | Mygale                                        |                                               |                                               |                                               |                                               |
| 1996                                              | Enrique Bernoldi                              | Tatuus RC96 Renault                           | Tatuus JD Motorsport (en)                     |                                               |                                               |                                               |                                               |
| 1997                                              | Jeffrey van Hooydonk                          | Tatuus RC97 Renault                           | Tatuus JD Motorsport (en)                     |                                               |                                               |                                               |                                               |
| 1998                                              | Bruno Besson                                  | Tatuus RC98 Renault                           | Tatuus JD Motorsport (en)                     |                                               |                                               |                                               |                                               |
| 1999                                              | Gianmaria Bruni                               | Tatuus RC98 Renault                           | JD Motorsport (en)                            |                                               |                                               |                                               |                                               |
| Formula Renault 2000 Eurocup                      |                                               |                                               |                                               |                                               |                                               |                                               |                                               |
| 2000                                              | Felipe Massa                                  | Tatuus FR2000 Renault                         | Cram Competition                              | JD Motorsport (en)                            |                                               |                                               |                                               |
| 2001                                              | Augusto Farfus                                | Tatuus FR2000 Renault                         | RC Motorsport                                 | Prema Powerteam                               |                                               |                                               |                                               |
| 2002                                              | Eric Salignon                                 | Tatuus FR2000 Renault                         | Graff Racing                                  | Graff Racing                                  |                                               |                                               |                                               |
| Formula Renault 2000 Masters                      |                                               |                                               |                                               |                                               |                                               |                                               |                                               |
| 2003                                              | Esteban Guerrieri                             | Tatuus FR2000 Renault                         | Cram Competition                              | JD Motorsport (en)                            |                                               |                                               |                                               |
| Formula Renault 2000 Eurocup                      |                                               |                                               |                                               |                                               |                                               |                                               |                                               |
| 2004                                              | Scott Speed                                   | Tatuus FR2000 Renault                         | Motopark Academy                              | Motopark Academy                              |                                               |                                               |                                               |
| Eurocup Formula Renault 2.0 (Formule Renault 2.0) |                                               |                                               |                                               |                                               |                                               |                                               |                                               |
| 2005                                              | Kamui Kobayashi                               | Tatuus FR2000 Renault                         | Prema Powerteam                               | SG Formula                                    |                                               |                                               |                                               |
| 2006                                              | Filipe Albuquerque                            | Tatuus FR2000 Renault                         | Motopark Academy                              | JD Motorsport (en)                            |                                               |                                               |                                               |
| 2007                                              | Brendon Hartley                               | Tatuus FR2000 Renault                         | Epsilon RedBull                               | Epsilon RedBull                               |                                               |                                               |                                               |
| 2008                                              | Valtteri Bottas                               | Tatuus FR2000 Renault                         | Motopark Academy                              | SG Formula                                    |                                               |                                               |                                               |
| 2009                                              | Albert Costa                                  | Tatuus FR2000 Renault                         | Epsilon Euskadi                               | Epsilon Euskadi                               |                                               |                                               |                                               |
| 2010                                              | Kevin Korjus                                  | Barazi-Epsilon FR2.0-10 Renault               | Koiranen Bros. Motorsport                     | Tech 1 Racing                                 |                                               |                                               |                                               |
| 2011                                              | Robin Frijns                                  | Barazi-Epsilon FR2.0-10 Renault               | Josef Kaufmann Racing                         | Koiranen Motorsport                           |                                               |                                               |                                               |
| 2012                                              | Stoffel Vandoorne                             | Barazi-Epsilon FR2.0-10 Renault               | Josef Kaufmann Racing                         | Josef Kaufmann Racing                         |                                               |                                               |                                               |
| 2013                                              | Pierre Gasly                                  | Tatuus FR2.0/13 Renault                       | Tech 1 Racing                                 | Tech 1 Racing                                 |                                               |                                               |                                               |
| 2014                                              | Nyck de Vries                                 | Tatuus FR2.0/13 Renault                       | Koiranen GP                                   | Koiranen GP                                   |                                               |                                               |                                               |
| 2015                                              | Jack Aitken                                   | Tatuus FR2.0/13 Renault                       | Koiranen GP                                   | Josef Kaufmann Racing                         |                                               |                                               |                                               |
| 2016                                              | Lando Norris                                  | Tatuus FR2.0/13 Renault                       | Josef Kaufmann Racing                         | Josef Kaufmann Racing                         |                                               |                                               |                                               |
| Formula Renault Eurocup (Formule Renault 2.0)     |                                               |                                               |                                               |                                               |                                               |                                               |                                               |
| 2017                                              | Sacha Fenestraz                               | Tatuus FR2.0/13 Renault                       | Josef Kaufmann Racing                         | R-ace GP                                      |                                               |                                               |                                               |
| 2018                                              | Max Fewtrell                                  | Tatuus FR2.0/13 Renault                       | R-ace GP                                      | R-ace GP                                      |                                               |                                               |                                               |
| Formula Renault Eurocup (Formule 3 régionale)     |                                               |                                               |                                               |                                               |                                               |                                               |                                               |
| 2019                                              | Oscar Piastri                                 | Tatuus F.3 T-318 Renault                      | R-ace GP                                      | R-ace GP                                      |                                               |                                               |                                               |
| 2020                                              | Victor Martins                                | Tatuus F.3 T-318 Renault                      | ART Grand Prix                                | ART Grand Prix                                |                                               |                                               |                                               |

## Voiture (jusqu'en 2018)
Depuis 2019, la Formula Renault Eurocup utilise des Formule 3 régionales : des châssis Tatuus F.3 T-318, équipés de moteurs Renault FR19.
| Paramètres                     | Données                                                                      |
| Châssis                        | Châssis                                                                      |
| ------------------------------ | ---------------------------------------------------------------------------- |
| Type                           | Monocoque carbone                                                            |
| Carrosserie                    |                                                                              |
| Matériau                       | Carbone                                                                      |
| Éléments aérodynamiques        | Ailerons avant et arrière Déflecteurs Diffuseur                              |
| Moteur                         |                                                                              |
| Position                       | Centrale arrière                                                             |
| Modèle                         | Renault F4R 832 2 litres (4 cylindres en ligne) 1 998 cm3                    |
| Alésage x course               | 82,7 × 93 mm                                                                 |
| Puissance maximale             | 210 chevaux                                                                  |
| Couple maximal                 | 220 Nm                                                                       |
| Régime maximal                 | 7 500 tr/min                                                                 |
| Transmission                   |                                                                              |
| Embrayage                      | Bi-disque en acier                                                           |
| Type                           | Propulsion                                                                   |
| Boîte de vitesses              | séquentielle : sept rapports avants + marche arrière                         |
| Commandes                      | Palettes sur le volant                                                       |
| Différentiel                   | Autobloquant à glissement limité                                             |
| Trains roulants                |                                                                              |
| Suspensions                    | Double triangles superposés Poussoirs                                        |
| Amortisseur avant              | Mono-amortisseur 2-voies réglable                                            |
| Amortisseur arrière            | Bi-amortisseurs 2-voies réglables                                            |
| Freins                         |                                                                              |
| Disques                        | Flottants                                                                    |
| Étriers                        | 4 pistons                                                                    |
| Plaquettes                     | Carbone Industrie                                                            |
| Roues                          |                                                                              |
| Pneumatiques                   | Michelin 20-54 x 13 Michelin 24-57 x 13, RST 2.0 (slick) et RST 2.0R (pluie) |
| Jantes                         | Aluminium, 13"                                                               |
| Dimensions, poids et capacités |                                                                              |
| Empattement                    | 2 730 mm                                                                     |
| Voie avant Voie arrière        | 1 502 mm 1 440 mm                                                            |
| Réservoir de carburant         | 50 litres                                                                    |
| Longueur Largeur Hauteur       | 4 363 mm 1 733 mm 963 mm                                                     |
| Poids à vide                   | 520 kg                                                                       |

## Championnats annexes
- Formula Renault 2.0 UK (Championnat Royaume-Uni) (1989-2012)
- Formula Renault 2.0 Alps (Championnat Suisso-Italien) (2011-2015)
- Formula Renault 2.0 Northern European Cup (Championnat Nord Europe) (2006-2018)

Les pilotes ont la possibilité de faire un double championnat, c'est-à-dire qu’ils peuvent faire le championnat Eurocup + un second championnat de leur choix (UK, ALPS ou NEC).